# I Know You Want Me (Calle Ocho)
Singles de Pitbull
Krazy Hotel Room Service
I Know You Want Me (Calle Ocho) est le deuxième extrait de l'album Rebelution du rappeur Pitbull et paru en single. Cette chanson s’est classé partout en Europe dans le top 10. En France, le titre a été n°1 des ventes et n°1 des clubs. Elle est une reprise de la musique electro/house 75, Brazil Street des DJs/producteurs Nicolas Fasano et Pat-Rich, une musique instrumentale, qui comporte elle-même un sample de The Bomb! (These Sounds Fall into My Mind) (1995) de The Bucketheads.
"Calle Ocho" est une célèbre rue de Little Havana à Miami.

## Clip vidéo
Cette chanson a eu énormément de succès pendant l’été 2009, surtout grâce à son clip-vidéo, restant dans le haut des hit-parades pendant toute cette période. Le clip, diffusé sur YouTube a été visionné par environ 240 millions de personnes, créant alors un buzz. On peut remarquer que le rappeur est entouré de huit filles différentes dans ce même clip — en référence au « Calle Ocho » du titre — dont le mannequin et actrice Sagia Castañeda.

## Formats et liste des pistes
iTunes EP
1. "I Know You Want Me (Calle Ocho)" [More English Radio Edit] - 3:40
2. "I Know You Want Me (Calle Ocho)" [Radio Edit] - 4:04
3. "I Know You Want Me (Calle Ocho)" [More English Mix] - 3:03
4. "I Know You Want Me (Calle Ocho)" [More English Extended Mix] - 4:26

Promo CD
1. "I Know You Want Me [Calle Ocho]" (Radio Edit Cold) - 3:40
2. "I Know You Want Me [Calle Ocho]" (Radio Edit Fade) - 4:04
3. "I Know You Want Me [Calle Ocho]" (Spanish Bridge Version) - 3:03
4. "I Know You Want Me [Calle Ocho]" (More English Extended Mix) - 3:49
5. "I Know You Want Me [Calle Ocho]" (Why Is Being Calle Ocho To Me? Remix) - 6:56
6. "I Know You Want Me [Calle Ocho]" (Extended Mix) - 4:26
7. "I Know You Want Me [Calle Ocho]" (Extended Instrumental Mix) - 6:04
8. "I Know You Want Me [Calle Ocho]" (featuring Yomo) 4:14

## Classements et certifications
| Classement (2009–2010)                          | Meilleure position |
| ----------------------------------------------- | ------------------ |
| Allemagne (Media Control AG)                    | 8                  |
| Australie (ARIA)                                | 6                  |
| Autriche (Ö3 Austria Top 40)                    | 3                  |
| Belgique (Flandre Ultratip 100)                 | 1                  |
| Belgique (Flandre Ultratop 50 Singles)          | 1                  |
| Belgique (Flandre Ultratop 50 Dance)            | 4                  |
| Belgique (Flandre VRT Top 30)                   | 1                  |
| Belgique (Wallonie Ultratip 50)                 | 1                  |
| Belgique (Wallonie Ultratop 50 Singles)         | 2                  |
| Belgique (Wallonie Ultratop 40 Dance)           | 4                  |
| Canada (Canadian Hot 100)                       | 2                  |
| Canada (Hot Canadian Digital Singles)           | 2                  |
| Danemark (Tracklisten)                          | 6                  |
| Espagne (PROMUSICAE)                            | 1                  |
| États-Unis (Billboard Hot 100)                  | 2                  |
| États-Unis (Hot 100 Airplay)                    | 3                  |
| États-Unis (Hot Dance Club Play)                | 27                 |
| États-Unis (Hot Dance Singles Sales)            | 2                  |
| États-Unis (Hot Digital Songs)                  | 2                  |
| États-Unis (Hot Latin Tracks)                   | 6                  |
| États-Unis (Hot R&B/Hip-Hop Singles)            | 92                 |
| États-Unis (Hot Rap Tracks)                     | 4                  |
| États-Unis (Hot RingMasters)                    | 6                  |
| États-Unis (Latin Pop Airplay)                  | 4                  |
| États-Unis (Latin Tropical Airplay)             | 13                 |
| États-Unis (Pop 100)                            | 2                  |
| États-Unis (Pop 100 Airplay)                    | 3                  |
| États-Unis (Rhythmic Top 40)                    | 5                  |
| Europe (Eurochart Hot 100)                      | 1                  |
| Finlande (Suomen virallinen lista)              | 2                  |
| France (SNEP)                                   | 1                  |
| Grèce (Greece Top 20)                           | 1                  |
| Hongrie (Dance Top 40 lista)                    | 1                  |
| Hongrie (Editors' Choice rádiós játszási lista) | 1                  |
| Hongrie (Rádiós Top 40 játszási lista)          | 4                  |
| Irlande (IRMA)                                  | 5                  |
| Italie (FIMI)                                   | 6                  |
| Norvège (VG-lista)                              | 5                  |
| Nouvelle-Zélande (RMNZ)                         | 3                  |
| Pays-Bas (Nederlandse Top 40)                   | 1                  |
| Pays-Bas (Single Top 100)                       | 2                  |
| Pologne (Polish Dance Chart)                    | 16                 |
| Roumanie (Romanian Top 100)                     | 1                  |
| Royaume-Uni (UK Singles Chart)                  | 4                  |
| Suède (Sverigetopplistan)                       | 3                  |
| Suisse (Schweizer Hitparade)                    | 2                  |
| Turquie (Turkey Top 20)                         | 7                  |

| Classement (2011)                          | Meilleure position |
| ------------------------------------------ | ------------------ |
| Belgique (Flandre Back Catalogue Singles)  | 35                 |
| Belgique (Wallonie Back Catalogue Singles) | 29                 |

| Classement (2009)                               | Position |
| ----------------------------------------------- | -------- |
| Allemagne (Media Control AG)                    | 37       |
| Australie (Top 100 Singles)                     | 21       |
| Australie (Top 50 Dance Singles)                | 6        |
| Autriche (Ö3 Austria Top 40)                    | 18       |
| Belgique (Flandre Ultratop 50)                  | 13       |
| Belgique (Wallonie Ultratop 50)                 | 19       |
| Espagne (Promusicae)                            | 3        |
| États-Unis (Billboard Hot 100)                  | 17       |
| France (SNEP)                                   | 7        |
| Hongrie (Dance Top 40 lista)                    | 16       |
| Hongrie (Editors' Choice rádiós játszási lista) | 18       |
| Hongrie (Rádiós Top 40 játszási lista)          | 28       |
| Italie (FIMI)                                   | 26       |
| Nouvelle-Zélande (RIANZ)                        | 20       |
| Pays-Bas (Nederlandse Top 40)                   | 23       |
| Pays-Bas (Single Top 100)                       | 18       |
| Royaume-Uni (UK Singles Chart)                  | 59       |
| Suisse (Schweizer Hitparade)                    | 11       |

| Classement (2010)                               | Position |
| ----------------------------------------------- | -------- |
| Hongrie (Dance Top 40 lista)                    | 51       |
| Hongrie (Rádiós Top 40 játszási lista)          | 55       |
| Hongrie (Editors' Choice rádiós játszási lista) | 51       |

### Certifications
| Pays        | Organisme  | Certification | Ventes    |
| ----------- | ---------- | ------------- | --------- |
| Allemagne   | BVMI       | Or            | 150 000   |
| Argentine   | EMI        | Or            | 10 000    |
| Australie   | ARIA       | Platine       | 70 000    |
| Canada      | CRIA       | 3 × Platine   | 120 000   |
| Espagne     | Promusicae | 3 × Platine   | 120 000   |
| États-Unis  | RIAA       | 2 × Platine   | 2 000 000 |
| Royaume-Uni | BPI        | Argent        | 200 000   |